# Veszelei Károly
Veszelei Károly, Wessel (Veszprém, 1867. április 30. – Dombóvár, 1902. április 11.) költő.

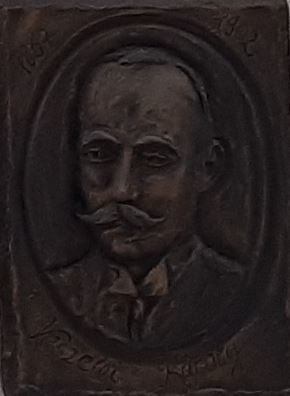
Veszelei Károly kerámia portréja

## Élete
A családja Morvaországból került Magyarországra. Apja, Wessel Antal posztógyáros volt Veszprémben. Középiskolás korában súlyos tüdőbajt kapott, mely betegséget apjától örökölte. 1889-ben édesanyjával és testvérével Dombóváron telepedtek le. Később Nagykondán, Dombóvár melletti bérletén gazdálkodott. Gyógyíthatatlan betegsége miatt öngyilkosságot követett el. Erősen pesszimista hangú, nyugtalansággal, vívódásokkal teli versei egy forrongó irodalmi korszak jegyeit viselik magukon. Egykori otthonának falán található emléktáblája „a bánatos melódiák költője” kifejezéssel jellemzi. 1953-ban megjelentek versei a Végh György által összeállított Századvégi költők című antológiában.
A dombóvári izraelita temetőben helyezték örök nyugalomra.

## Főbb művei
- Hervadás regéi (versek, Budapest, 1894)
- Fel a szívekkel (versek, Budapest, 1897)
- Melódiák (versek, Budapest, 1903)

## Emlékezete
- Kerámia portré a Dombóvári Pantheonban – Ivanich üzletház árkádjának falán Dombóváron – 2012[3]
- emléktáblája dombóvári lakóházán (Kossuth L. u. 85.) – 1904[4]